# Egon Schweidler
Egon Schweidler, até 1918 Ritter von Schweidler (Viena, 10 de fevereiro de 1873 — Seeham, Salzburgo (estado), 10 de fevereiro de 1948) foi um físico austríaco.

## Obras
- Die atmosphärische Elektrizität, 1903 (com H. Mach)
- Über Schwankungen der radioaktiven Umwandlung,  Comptes Rendus du Premier Congres International pour L’etude de la Radiologie et de Ionisation, Liege, 12 a 14 de setembro de 1905
- Standardwerk über Radioaktivität, (com S. Meyer), 1916 (2ª Edição 1927)